# Stuart Dryburgh
Stuart Dryburgh — né le 30 mars 1952 à Londres (Angleterre) — est un directeur de la photographie néo-zélandais d'ascendance britannique (membre de la NZCS et de l'ASC).

## Biographie
Installé dans sa jeunesse en Nouvelle-Zélande, Stuart Dryburgh débute au cinéma comme chef opérateur sur un premier film néo-zélandais sorti en 1987. Suivent notamment trois réalisations de Jane Campion, dont La Leçon de piano (1993, avec Holly Hunter et Harvey Keitel), ainsi que L'Âme des guerriers de Lee Tamahori (1994, avec Rena Owen et Temuera Morrison).
Établi ultérieurement aux États-Unis, il contribue ainsi aux films américains — ou en coproduction — Mafia Blues d'Harold Ramis (1999, avec Robert De Niro et Billy Crystal), Le Journal de Bridget Jones de Sharon Maguire (2001, avec Renée Zellweger et Colin Firth), Le Voile des illusions de John Curran (2006, avec Naomi Watts et Edward Norton) et La Vie rêvée de Walter Mitty de Ben Stiller (2013, avec le réalisateur et Kristen Wiig).
Le dernier de sa trentaine de films à ce jour est Gifted de Marc Webb (avec Chris Evans et Jenny Slate), dont la sortie est prévue courant 2017.
Pour la télévision, à ce jour, il travaille sur six séries à partir de 1989, dont les épisodes pilotes de Sex and the City (1998), Boardwalk Empire (2010) et American Odyssey (2015). S'ajoute le téléfilm Embrouille à Poodle Springs de Bob Rafelson (1998, avec James Caan et Dina Meyer).
Au nombre des distinctions reçues à ce jour (voir sélection ci-dessous), mentionnons une nomination en 1994 à l'Oscar de la meilleure photographie (qu'il ne gagne pas), pour le film précité La Leçon de piano.
Stuart Drybrugh est membre de la New Zealand Society of Cinematographers (NZSC) et depuis 2009, de l'American Society of Cinematographers (ASC). 

## Filmographie partielle

### Cinéma
- 1990 : Un ange à ma table (An Angel at My Table) de Jane Campion
- 1993 : La Leçon de piano (The Piano) de Jane Campion
- 1994 : L'Âme des guerriers (Once Were Warriors) de Lee Tamahori
- 1996 : Portrait de femme (The Portrait of a Lady) de Jane Campion
- 1996 : Lone Star de John Sayles
- 1999 : Mafia Blues (Analyze This) d'Harold Ramis
- 1999 : Just Married (ou presque) (Runaway Bride) de Garry Marshall
- 2001 : Le Journal de Bridget Jones (Bridget Jones's Diary) de Sharon Maguire
- 2001 : Kate et Léopold (Kate and Leopold) de James Mangold
- 2003 : La Recrue (The Recruit) de Roger Donaldson
- 2005 : Æon Flux de Karyn Kusama
- 2006 : Le Voile des illusions (The Painted Veil) de John Curran
- 2007 : La Fille dans le parc (The Girl in the Park) de David Auburn
- 2007 : Le Goût de la vie (No Reservations) de Scott Hicks
- 2008 : L'Île de Nim (Nim's Island) de Jennifer Flacket et Mark Levin
- 2009 : Amelia de Mira Nair
- 2010 : La Tempête (The Tempest) de Julie Taymor
- 2011 : Mais comment font les femmes ? (I Don't Known How She Does It) de Douglas McGrath
- 2011 : Killing Fields (Texas Killing Fields) d'Ami Canaan Mann
- 2012 : Crimes de guerre (Emperor) de Peter Webber
- 2013 : La Vie rêvée de Walter Mitty (The Secret Life of Walter Mitty) de Ben Stiller
- 2015 : Hacker de Michael Mann
- 2016 : Alice de l'autre côté du miroir (Alice Through the Looking Glass) de James Bobin
- 2016 : La Grande Muraille (The Great Wall) de Zhang Yimou
- 2017 : Mary (Gifted) de Marc Webb
- 2017 : Liaisons à New York (The Only Living Boy in New York)  de Marc Webb
- 2018 : The Upside de Neil Burger
- 2018 : Ben is Back de Peter Hedges
- 2019 : Men in Black International de F. Gary Gray

### Télévision
(séries, sauf mention contraire)
- 1998 : Sex and the City, saison 1, épisode 1 (pilote) Femmes seules et célibataires endurcies (Sex and the City) de Susan Seidelman
- 1998 : Embrouille à Poodle Springs (Poodle Springs) de Bob Rafelson (téléfilm)
- 2008 : New Amsterdam, saison unique, épisode 1 (pilote) Hello de Lasse Hallström
- 2010 : Boardwalk Empire, saison 1, épisode 1 (pilote) Boardwalk Empire de Martin Scorsese
- 2011 : Luck, saison unique, épisode 1 (pilote, sans titre) de Michael Mann
- 2015 : American Odyssey, saison unique, épisode 1 (pilote) Morte au combat (Gone Elvis) de Peter Horton

## Distinctions (sélection)

### Nominations
- 1994 : Oscar de la meilleure photographie, pour La Leçon de piano ;
- 1994 : British Academy Film Award de la meilleure photographie, pour La Leçon de piano ;
- 1994 : New York Film Critics Circle Award de la meilleure photographie, pour La Leçon de piano ;
- 2006 : Boston Society of Film Critics Award de la meilleure photographie, pour Le Voile des illusions ;
- 2014 : Satellite Award de la meilleure photographie, pour La Vie rêvée de Walter Mitty.

### Récompenses
- 1993 : Los Angeles Film Critics Association Award de la meilleure photographie, pour La Leçon de piano ;
- 1994 : American Society of Cinematographers Award de la meilleure photographie, pour La Leçon de piano.